# Isuzu Panther
La Isuzu Panther è un'autovettura prodotta dalla casa automobilistica giapponese Isuzu tra il 1991 e il 2020.
Sviluppato in Indonesia per il mercato del sud-est asiatico, è stato prodotto in due generazioni, di cui la seconda è stata prodotta e commercializzata anche in India con il nome di Chevrolet Tavera, nome utilizzato anche in Indonesia per la versione a benzina fino al 2007. Il Phanter è stato sviluppato insieme alla General Motors come "160 Project".
Il veicolo è un monovolume furgonato costruito per il trasporto di passeggeri o di grandi carichi merci. Il Panther era chiamato in Vietnam e nelle Filippine come Isuzu Hi-Lander, in seguito come Isuzu Crosswind.